# Hoya diptera
Hoya diptera ist eine Pflanzenart der Gattung der Wachsblumen (Hoya) aus der Unterfamilie der Seidenpflanzengewächse (Asclepiadoideae). 

## Beschreibung

### Vegetative Merkmale
Hoya diptera ist eine ausdauernde krautige Pflanze und wächst kletternd sowie epiphytisch. Die kahlen oder nur sehr schwach behaarten Sprossachsen sind nur etwa 3 mm dick. 
Die Laubblätter sind in Blattstiel und Blattspreite gegliedert. Der runzelige Blattstiel ist 5 bis 15 mm lang. Die schwach fleischige, sukkulente Blattspreite ist bei einer Länge von 3,5 bis 8 Zentimetern sowie einer Breite von 1 bis 3,2 Zentimetern eiförmig-elliptisch bis schmal-lanzettlich mit stumpf gerundeter Spreitenbasis und lang ausgezogener Spitze. Die Blattoberfläche ist stark glänzend, ältere Blätter haben gelegentlich einzelne silberne Sprenkel.

### Generative Merkmale
Der an einem 1 bis 4,5 Zentimeter langen, kahlen oder sehr schwach flaumig behaarten Blütenstandsschaft hängende, doldenförmige Blütenstand enthält fünf bis zehn Blüten. Die Blütenstiele sind 0,8 bis 2 Zentimeter lang, dünn, kahl oder schwach flaumig behaart. 
Die zwittrigen Blüten sind radiärsymmetrisch und fünfzählig. Die häutigen Kelchblätter sind bei einer Größe von etwa 1 mm dreieckig und die Ränder sind bewimpert. Die radförmige Blütenkrone hat einen Durchmesser von 1,1 bis 1,6 Zentimeter. Die ist gelblich bis gelblichgrün, basal selten auch rötlich gefärbt. Die Kronblätter sind basal verwachsen und innen dicht samtig behaart. Die Kronblattzipfel sind dreieckig bis eiförmig, 4 bis 6 mm lang und 4 bis 6 mm breit. Ihr Rand ist meist zurückgebogen, auch die gerundeten Spitzen sind leicht nach außen gebogen. Die Zipfel der staminalen Nebenkrone sind länglich, 3 bis 4,2 mm lang und 1,6 bis 1,8 mm breit. Die Oberseite ist flach, die Unterseite gerundet. Der äußere Fortsatz ist stumpf, der innere, aufsteigende Fortsatz ist lang zugespitzt und dunkelrosa gefärbt. Die Pollinien sind 0,5 bis 0,6 mm lang. Die Blüten duften nur schwach bis gar nicht und haben wenig Nektar.

### Chromosomenzahl
Die Chromosomenzahl beträgt 2n = 22.

## Geographische Verbreitung und Habitat
Hoya diptera kommt nur auf den Fidschi-Inseln Viti Levu und Taviuni vor. Sie wächst dort epiphytisch auf Bäumen.

## Taxonomie
Die Erstbeschreibung von Hoya diptera erfolgte 1861 durch Berthold Seemann in der Flora vitiensis. Hoffmann et al. geben den 9. Band der Bonplandia (S. 257) als Erstpublikation an; darin erscheint jedoch nur der Name ohne Beschreibung und ohne Abbildung.

## Volksmedizin
Blätter und Rinde wurden auf den Fidschi-Inseln benutzt um Amöbenruhr zu behandeln.

## Belege